# Csengtöi egyházmegye
A Csengtöi római katolikus egyházmegye (egyszerűsített kínai írással: 承德, latinul: Dioecesis Ciamteana) egy kínai egyházmegye Csengtö központtal, a Pekingi főegyházmegye szuffragáneus egyházmegyéje. Ez az első gyülekezet, amelyet a 2018. szeptember 22-én keltezett Vatikán és Kína között létrejött szerződés tett hivatalossá 1946 óta Kínában. A gyülekezet határai megegyeznek a Csengtöi polgári prefektúra szintjével. Az egyházmegye Hopej tartományban található, püspöki központja a Jézus a Jó pásztor-székesegyház Csengtöben.

## Története
Csengtö egyházmegye 2018. szeptember 22-én alakult az 1883-ban alapított Jehol / Jinzhou és a Csifeng egyházmegye területeinek egy részéből. Kína és Vatikán között nem jött létre egyezmény a 21. században, mert a kínai püspököket a kínai kormány nevezte ki, azonban ezt a jogot a mindenkori egyházfő, a római pápa tartja fenn magának. A 2018-ban hangsúlyozottan ideiglenes szerződés alapján egyrészt a pápa elismerte a kínai állam által már korábban kinevezett püspököket. Másrészt egyházmegyét alakíthatott Vatikán Csengtö város központtal, melyet a szerződés aláírásának napján jelentett be Ferenc pápa. A megalakulás idején 25 ezer katolikust tartanak nyilván, 12 plébániával és hét pappal. Nyolc körzettel, Csengtö, Hszinglong, Pingvuan, Luanping, Lunghua, Fengning, Kuancseng és Vejcsang. Három közigazgatással, Suangpiao, Suangluan és Csingsoucsingcekuang.